# Donella Meadows
Donella H. « Dana » Meadows, née le 13 mars 1941 à Elgin (Illinois), États-Unis – morte le 20 février 2001 à Hanover, dans le New Hampshire est une scientifique environnementale, enseignante et autrice. Elle est surtout célèbre pour avoir coécrit avec son mari Dennis Meadows, Jørgen Randers, et William Behrens le rapport Les Limites à la croissance, publié en 1972.

## Biographie
Formation en sciences:
- 1963, B.A. en chimie au Carleton College
- 1968, Ph.D. en biophysique à l'université Harvard

Elle rejoint le Massachusetts Institute of Technology (MIT) en tant que chercheuse.
En 1972, les chercheurs Dennis Meadows, Donella Meadows, Jørgen Randers, William W. Behrens publient un rapport qui, pour la première fois dans une étude scientifique basée sur un modèle mathématique, calcule les limites de la croissance sur Terre. La conclusion interpelle au temps des Trente Glorieuses: il n’y a pas de croissance économique et démographique infinie dans un monde aux ressources limitées au risque d'effondrement.
Ces modèles reposent sur nombre de variables dont le nombre d’êtres humains, la production de nourriture par habitant, la production industrielle par habitant, le niveau de pollution et les ressources non renouvelables.
Donella Meadows est à la base de l'étude de la dynamique des systèmes complexes et formule l'hypothèse que l'on dispose de douze leviers pour intervenir dans son fonctionnement. Ses observations sont souvent citées en économie de l’énergie, en économie verte et en théorie du développement humain[réf. nécessaire].  
Ses combats écologiques ont été menés pour le devenir d'un monde en développement durable et respectueux des limites finies de la terre.
Elle meurt à 59 ans d'une méningite.

## Œuvres
- Donella H. Meadows, Jorgen Randers et Dennis L. Meadows Limits to Growth-The 30 year Update, 2004, hardcover  (ISBN 1-931498-51-2)
- Dennis L. Meadows, Donella H. Meadows, Eds. Toward Global Equilibrium: Collected Papers, Pegasus Communications, 1973, hardcover  (ISBN 0-262-13143-9)
- Donella H. Meadows et J. M. Robinson, The Electronic Oracle: Computer Models and Social Decisions, John Wiley & Sons, 1985, hardcover, 462 pages,  (ISBN 0-471-90558-5)
- Donella H. Meadows, Global Citizen, Island Press, 1991, paperback 197 pages,  (ISBN 1-55963-058-2)
- Donella H. Meadows, et al.  Limits to Growth: A Report for the Club of Rome's Project on the Predicament of Mankind, New American Library, 1977, paperback,  (ISBN 0-451-13695-0); Universe Books, hardcover, 1972,  (ISBN 0-87663-222-3) (scarce).
- Donella H. Meadows et al. Beyond the limits: global collapse or a sustainable future, Earthscan Publications, 1992,  (ISBN 1-85383-130-1)
- Donella H. Meadows (2008) Thinking in Systems - A primer (Earthscan)  (ISBN 978-1-84407-726-7). Traduction : Pour une pensée systémique (trad. Marianne Bouvier), Paris, éditions Rue de l'échiquier, coll. « Initial(e)s DD », 2023, 287 p. (ISBN 9782374253770)
- Dennis L. Meadows, Donella H. Meadows et Jørgen Randers, Beyond the Limits: Confronting Global Collapse, Envisioning a Sustainable Future, Chelsea Green Publishing, 1993, paperback, 320 pages,  (ISBN 0-930031-62-8)
- Donella H. Meadows, John M. Richardson (en) et Gerhart Bruckmann, Groping in the Dark: The First Decade of Global Modelling, John Wiley & Sons, 1982, paperback,  (ISBN 0-471-10027-7)
- edited by Sandi Brockway, foreword by Marilyn Ferguson, introduction by Denis Hayes, préface de Donella H. Meadows, Macrocosm U. S. A.: Possibilities for a New Progressive Era..., Macrocosm, 1993, paperback, 464 pages,  (ISBN 0-9632315-5-3)
- Michael J. Caduto, foreword by Donella H. Meadows, illustrated by Joan Thomson, Pond and Brook: A Guide to Nature in Freshwater Environments, University Press of New England, 1990, paperback, 288 pages,  (ISBN 0-87451-509-2)